# Eugenia convexinervia
Eugenia convexinervia är en myrtenväxtart som beskrevs av Carlos Maria Diego Enrique Legrand. Eugenia convexinervia ingår i släktet Eugenia och familjen myrtenväxter. Inga underarter finns listade i Catalogue of Life.